# Kick harness

Un kick harness, littéralement « harnais de pied » (également appelé extra harness ou plus harness), est un jeu de connecteurs additionnel qui permet à un système ou une PCB d'arcade de rajouter des périphériques d'entrée supplémentaires en plus de ce que la norme de câblage JAMMA permet. Une PCB d'arcade JAMMA classique supporte seulement 1 joystick et 3 boutons chacun pour 2 joueurs. Les PCB qui nécessitent ce câblage supplémentaire sont appelées cartes JAMMA+ ou JAMMA Plus.

## Description
Le terme kick harness provient de son usage fréquent en arcade, l'ajout de boutons pour un coup de pied supplémentaire dans le jeu Street Fighter II,. Beaucoup de jeux, en particulier les jeux de combat, ont adopté un mappage de boutons similaire. Les câblages additionnels des jeux qui n'emploient pas de boutons de coup de pied, tels que les jeux avec boule de commande ou les jeux de course, sont malgré tout le plus souvent appelés kick harness.
Techniquement, un kick harness est constitué d'une tresse de plusieurs fils plus ou moins long, muni à une extrémité d'un connecteur de plusieurs broches à brancher sur la PCB et à l'autre extrémité des fils, y sont fixées des cosses. Le branchement d'un kick harness permet d'ajouter jusqu'à boutons par joueurs.  Le harnais se connecte directement à la carte, ayant sa propre boucle de masse et de connexion électrique. Pour exemple, le kick harness du système CPS2 est un connecteur 34 broches à brancher sur le côté de la carte A (A Board).
Contrairement à la connectique JAMMA, le kick harness n'a pas été normalisé. Des PCB proposant les fonctions et périphériques d'entrée identiques peuvent nécessiter des câblage différents. Par exemple, Street Fighter II et Super Street Fighter II qui sont de plus tous les deux produit par Capcom, ont un panneau de commande identique avec les mêmes boutons, mais ont des différences de brochage en raison de la configuration de leurs systèmes respectifs CPS1 et CPS2.
La simplicité de cette connectique et le manque de normalisation oblige les amateurs d’arcade à modifier et bricoler leurs kick harness ou créer toutes sortes d'adaptateurs pour pouvoir les brancher sur différents types de bornes d'arcade ou de systèmes d'arcades,,. La relative difficulté du bricolage à effectuer (petite soudure, électricité) poussent le plus souvent les amateurs à demander conseils auprès de la communauté arcade sur les divers forums de discussions.